# Brun–Titchmarsh-tétel
Az analitikus számelmélet területén a Viggo Brun és Edward Charles Titchmarsh matematikusokról elnevezett Brun–Titchmarsh-tétel vagy Brun–Titchmarsh-féle egyenlőtlenség felső korlátot ad a prímszámok számtani sorozatbeli eloszlására. Kimondja, hogy ha {\displaystyle \pi (x;q,a)} a p prímszámokat számolja meg, melyek kongruensek a-val modulo q úgy, hogy p ≤ x, akkor
{\displaystyle \pi (x;q,a)\leq {2x \over \varphi (q)\log(x/q)}}
minden q < x-re. A tételt a szitamódszer segítséggel Montgomery és Vaughan igazolta; Brun és Titchmarsh csak az egyenlőtlenség egy gyengébb változatát tudta bizonyítani, ahol még egy {\displaystyle 1+o(1)} szorzó tényező is szerepel.
Ha q viszonylag kicsi, pl. {\displaystyle q\leq x^{9/20}}, létezik jobb felső korlát is:
{\displaystyle \pi (x;q,a)\leq {(2+o(1))x \over \varphi (q)\ln(x/q^{3/8})}}
Ezt Y. Motohashi (1973) határozta meg. A Selberg-szita hibatagjának általa felfedezett bilineáris struktúráját használta fel ehhez. Később az ötletét, hogy a szita hibájának struktúráját érdemes felhasználni, az analitikus számelmélet fontos módszerévé fejlesztették, H. Iwaniec kombinatorikus szitához való kiegészítésének köszönhetően.
Ezzel ellentétben, Dirichlet tétele aszimptotikus eredményt ad, ami így fejezhető ki:
{\displaystyle \pi (x;q,a)={\frac {x}{\varphi (q)\log(x)}}\left({1+O\left({\frac {1}{\log x}}\right)}\right)}
de ez csak korlátozottabban érvényesül: q < (log x)c konstans c-re: ez a Siegel–Walfisz-tétel.